# Erquinghem-le-Sec
Erquinghem-le-Sec (niederländisch: Erkegem) ist eine französische Gemeinde im Département Nord in der Region Hauts-de-France. Sie gehört zum Kanton Lille-6 im Arrondissement Lille.

## Geografie
Die Gemeinde Erquinghem-le-Sec liegt zwölf Kilometer westlich der Innenstadt von Lille. Sie grenzt an Escobecques, Hallennes-lez-Haubourdin und Beaucamps-Ligny. Die Bewohner nennen sich Erquinghemois.

## Bevölkerungsentwicklung
| Jahr                       | 1962 | 1968 | 1975 | 1982 | 1990 | 1999 | 2008 | 2013 | 2020 |
| Einwohner                  | 139  | 234  | 246  | 255  | 345  | 434  | 540  | 553  | 595  |
| Quellen: Cassini und INSEE |      |      |      |      |      |      |      |      |      |

## Sehenswürdigkeiten
- Kirche Sait-Vaast

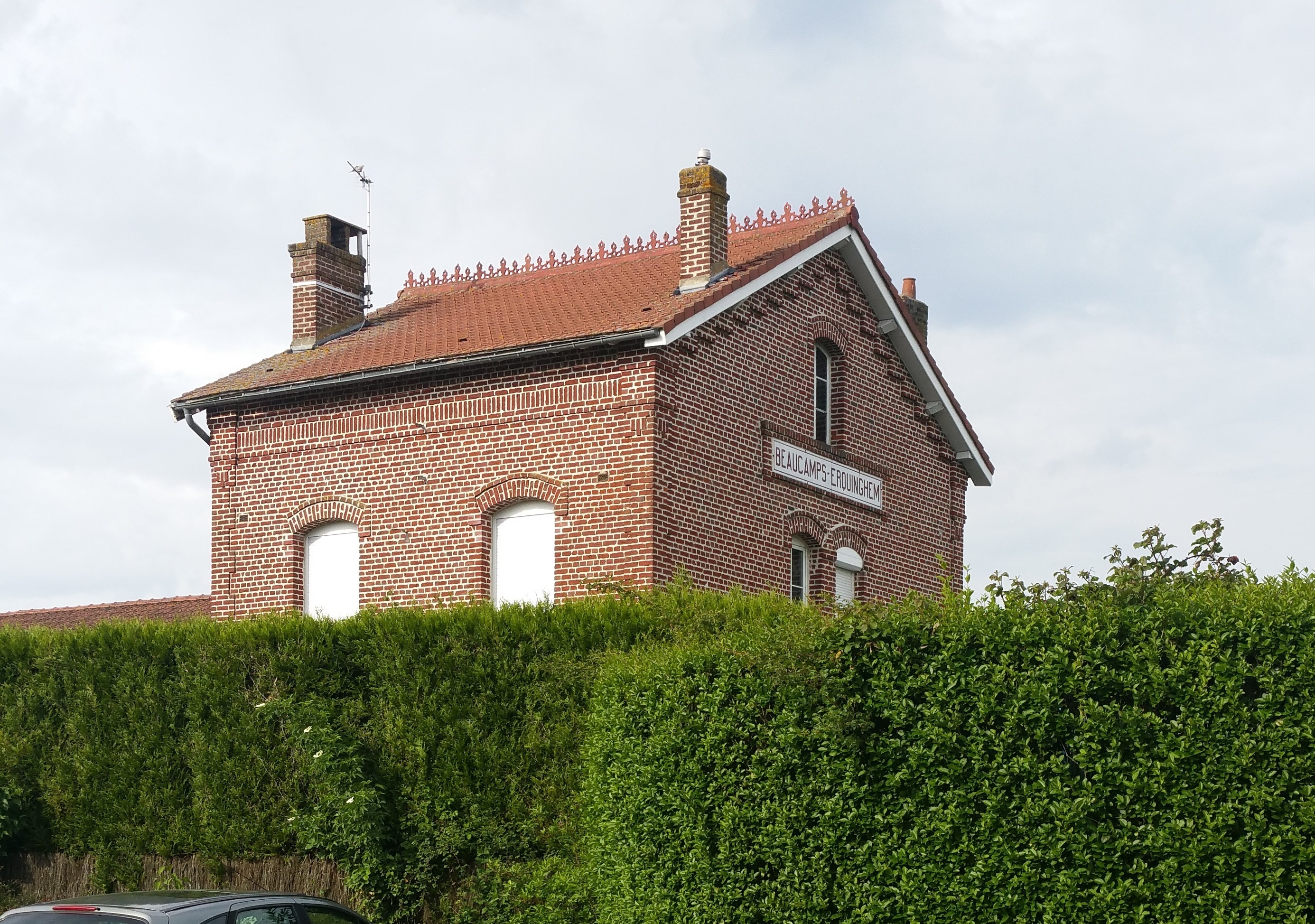
Ehemaliger Bahnhof Erquinghem-le-Sec
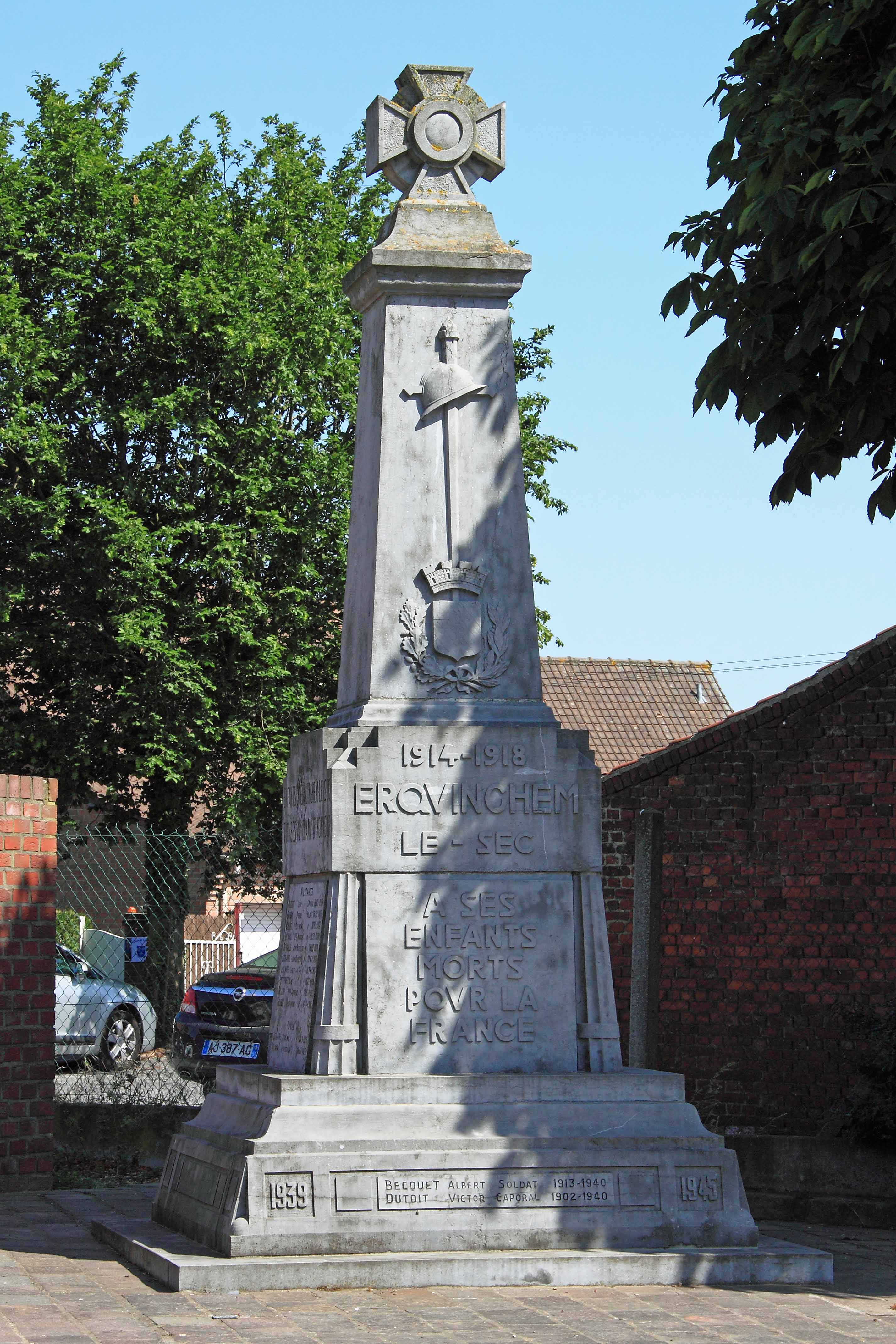
Gefallenendenkmal